# José González-Sama
José González-Sama García (Sama de Langreo, 5 de abril de 1916-Madrid, 16 de febrero de 1986) fue un político español. Durante la Dictadura franquista desempeñó el cargo de gobernador civil en las provincias de Tarragona, Pontevedra y Zaragoza.

## Biografía
Nacido en la localidad asturiana de Sama de Langreo, en 1916, se licenció en derecho. Durante la Guerra civil luchó encuadrado en la columna «gallega» que levantó el sitio de Oviedo, combatiendo después en varias banderas de Falange.
Tras la instauración de la Dictadura franquista ocuparía diversos cargos en la Vicesecretaría de Ordenación Social y llegó a ser Secretario nacional de Información de FET y de las JONS. También formó parte de la Junta nacional de la «Vieja Guardia». Con posterioridad desempeñó el cargo de gobernador civil en las provincias de Tarragona, Pontevedra Zaragoza, así como jefe provincial de FET y de las JONS en las citadas provincias. Combinó estos cargos con el de procurador en las Cortes franquistas, entre 1946 y 1967, y como miembro del Consejo Nacional del Movimiento. 
Falleció en Madrid el 16 de febrero de 1986.